# Metapenaeus endeavouri
Metapenaeus endeavouri is een tienpotigensoort uit de familie van de Penaeidae. De wetenschappelijke naam van de soort is voor het eerst geldig gepubliceerd in 1926 door Schmitt.